# Aces of War
Aces of War (Japans: 零式艦上戦闘記; Zero Shikikan Josentoki) is een computerspel dat werd ontwikkeld door Marionette en uitgegeven door Taito Corporation. Het spel kwam in 2005 in Japan uit voor de PlayStation 2. Een jaar later volgde een release voor de PlayStation Portable. Het spel is een vliegsimulator. De speler vliegt in nauwkeurig nagemaakte vliegtuigen uit de Tweede Wereldoorlog. Hiermee herbeleef je bekende veldslagen uit de geschiedenis zoals de aanval op Pearl Harbor. Door de historische achtergrond en realistische briefings geeft dit spel je een echt simulatorgevoel. Het is echter geen pure simulatie, er is namelijk naast een simulatiemodus ook een arcademodus.
Als je de combat-modus wilt combineren met de vliegsimulator kun je dit doen in de free flight-modus. Door goed te vliegen moet je je tegenstanders in de lucht te snel af zijn en kun je het grote aantal missies uitspelen. Door het uitspelen van die missies speel je verschillende vliegtuigen vrij die je vervolgens in je grote hangar kunt opslaan.

## Platforms
| Jaar | Platform    |
| ---- | ----------- |
| 2004 | PlayStation |
| 2005 | PSP         |